# 彼得冰原島峰
75°55′S 128°33′W / 75.917°S 128.550°W
彼得冰原島峰（英語：Peter Nunatak）是南極洲的冰原島峰，位於瑪麗伯德地，海拔高度2,440米，美國地質調查局根據測量和該國海軍的空中照片繪入地圖，現時由南極條約體系管理。